# カステル・ヴォルトゥルノ
カステル・ヴォルトゥルノ（伊: Castel Volturno）は、イタリア共和国カンパニア州カゼルタ県にある、人口約31,000人の基礎自治体（コムーネ）。

## 地理

### 位置・広がり

#### 隣接コムーネ
隣接するコムーネは以下の通り。括弧内のNAはナポリ県所属を示す。
- カンチェッロ・エ・アルノーネ
- ジュリアーノ・イン・カンパーニア (NA)
- モンドラゴーネ
- ヴィッラ・リテルノ

### 気候分類・地震分類
カステル・ヴォルトゥルノにおけるイタリアの気候分類 (it) および度日は、zona C, 1124 GGである。
また、イタリアの地震リスク階級 (it) では、zona 2 (sismicità media) に分類される。

## 行政

### 分離集落
カステル・ヴォルトゥルノには、以下の分離集落（フラツィオーネ）がある。
- Bagnara
- Baia Verde
- Borgo Domizio
- Destra Volturno
- Ischitella
- Scatozza
- Seponi
- Villaggio Coppola Pinetamare
- Villaggio del Sole
- Mazzafarro

## 自然・環境
当地の Oasi di Castelvolturno o Variconi はオオフラミンゴ、コオバシギ、メジロガモなどの生息地で、ラムサール条約登録湿地である。イタリアのラムサール条約登録地一覧も参照。